# قسم كوهستان الريفي (مقاطعة عجب شير)
قسم کوهستان الریفي (بالفارسية: دهستان کوهستان) هي منطقة سكنية تقع في إيران في Qaleh Chay District. يقدر عدد سكانها بـ 9,810 نسمة .